# Poison (1991)
Poison ist ein US-amerikanischer Episodenfilm von Todd Haynes aus dem Jahr 1991, der das Langfilmdebüt des Regisseurs darstellte. Er besteht aus drei Geschichten über gesellschaftliche Außenseiter, die von den Werken des französischen Schriftstellers Jean Genet inspiriert sind. Der Film hatte am 26. Januar 1991 seine Premiere auf dem Sundance Film Festival, wo er mit dem Großen Preis der Jury ausgezeichnet wurde.

## Handlung
Poison besteht aus drei Episoden, die in verschiedenen Jahrzehnten des 20. Jahrhunderts spielen und nicht nacheinander, sondern abwechselnd gezeigt werden.
- Hero: Im Jahr 1985 erschoss der siebenjährige Schüler Richie Beacon seinen Vater Fred und flog dann, so berichtet es seine Mutter Felicia, aus dem Fenster und wurde seitdem nicht mehr gesehen. Personen aus Richies Umfeld kommen zu Wort und berichten von ihren Erfahrungen mit dem Außenseiter, der in der Schule geärgert wurde. Es wird auch deutlich, dass in Richies scheinbar harmonischer Vorstadtfamilie Gewalt herrschte, so schlug der Vater regelmäßig seine Frau. Schließlich erschoss Richie seinen Vater, als dieser eines Nachts wieder seine Mutter schlug.
Dieser Teil ist im Stil einer boulevardesk anmutenden Dokumentation gedreht. Zum großen Teil besteht die Dokumentation aus den Aussagen von Leuten aus Richies Bekanntenkreis, er selbst kommt allerdings nie zu Wort.
- Horror: Der Wissenschaftler Dr. Tom Graves versucht seit Jahren, der menschlichen Sexualität auf den Grund zu gehen und schafft es schließlich, die Sexualität in einem Elixier zu isolieren. Nach einer Begegnung mit der ihn verehrenden Kollegin Dr. Nancy Olsen ist er so abgelenkt, dass er fatalerweise das Elixier mit seiner Kaffeetasse verwechselt und es austrinkt. In Toms Gesicht ist bald ein immer schlimmer werdender Aussatz erkennbar, der sich durch Berührungen übertragen lässt. Als er eine Prostituierte ansteckt und diese daraufhin schreit, tötet er sie – bald wird nach ihm als Serienmörder gefahndet, während sich der Aussatz weiter durch die Stadt verbreitet. Unterdessen entdecken Tom und Nancy ihre Liebe zueinander und sie versucht ihm zu helfen, erkrankt allerdings selbst und stirbt noch vor ihm. Von der Polizei gestellt, erklärt Tom auf seinem Balkon den herumstehenden Passanten, dass sie alle gleich seien und man nur mit Stolz dem Elend der Welt trotzen könne. Daraufhin springt er und stirbt später im Krankenhaus.
Die Episode ist in Schwarzweiß im Stile eines Science-Fiction-B-Movies der 1950er- und 1960er-Jahre inszeniert. Auch historisch ist die Handlung in dieser Zeit angesiedelt. Die übertragbare, den Körper zerstörende Aussatz wurde von Rezensenten als eine Allegorie für die Aids-Krankheit wahrgenommen.[1]
- Homo: Der 30-jährige Dieb John Broom ist in den 1940er-Jahren in einer amerikanischen Gefängnisanstalt inhaftiert. Hier verliebt er sich in einen anderen Gefangenen, Jack Bolton, der ihm noch aus seiner Jugendzeit bekannt ist. Beide waren einst Insassen in einer staatlichen Besserungsanstalt, in der Jack wegen seiner Homosexualität von den anderen Jugendlichen gedemütigt wurde, während John dabei zusah. In der Gegenwart des Gefängnisses sendet John ihm Zeichen seiner Zuneigung, die Jack aus Angst vor den anderen Gefangenen nur zögerlich annimmt. Ein Kampf zwischen den beiden entwickelt sich zum Sex. Doch nur wenige Tage darauf wird Jack erschossen, als er mit dem Gefangenen Rass einen Ausbruchsversuch wagt.
Die Szenen im Gefängnis sind spärlich beleuchtet und konzentrieren sich auf Gesicht und Körper der Figuren, im Gegensatz dazu stehen die Rückblenden in die Besserungsanstalt, die hell erleuchtet und in einem fast romantisierenden Licht erscheinen.

## Produktionshintergrund
Nachdem Todd Haynes sich 1987 mit dem vielbeachteten Kurzfilm Superstar: The Karen Carpenter Story einen ersten Namen gemacht hatte, interessierten sich verschiedene Hollywood-Größen wie Jonathan Demme und Stuart Cornfeld für eine Zusammenarbeit mit ihm. Er hätte sich für ein größeres Filmprojekt verpflichten lassen können, entschied sich aber, für seinen ersten Langfilm ein eigenes Sujet wählen zu können. An Poison wollte man sich in Hollywood allerdings nicht beteiligen, wofür Haynes auch die Homoerotik des Filmes als einen Mitgrund nannte. Daher hatte er am Ende nur 190.000 US-Dollar als Budget zur Verfügung. Für die Fertigstellung des Filmes erhielt Haynes 25.000 US-Dollar von der staatlichen Institution des National Endowment for the Arts, was das Missfallen des republikanischen Senators Jesse Helms auf sich zog. Ohne den Film gesehen zu haben, kritisierte Helms ihn als abscheulich sowie als Verschwendung von Steuergeldern.
Haynes’ Ansicht nach handelt Poison „von den Strukturen, die die Gesellschaft einsetzt, um Außenseiter fernzuhalten. Dies wird auf dreierlei Weise gezeigt, an drei verschiedenen Schauplätzen und in drei unterschiedlichen Stilen.“ Er nennt im Vorspann des Filmes den Namen von Jean Genet, da er seinen Film inspiriert und anknüpfend an den französischen Schriftsteller sah. Am deutlichsten ist diese Beeinflussung wohl in der Homo-Episode, in der mehrere Szenen aus Genets 1946 erschienenem Roman Miracle de la Rose (deutsch: Wunder der Rose) entnommen sind. Auch Genets Kurzfilm Ein Liebeslied (Un chant d'amour; 1950) über die Liebe zweier Gefängnisinsassen stand Pate.

## Rezeption
Poison zählte Anfang der 1990er-Jahre zu einer Reihe von erfolgreichen Filmen homosexueller Regisseure, für die die Filmkritikerin B. Ruby Rich den Begriff des „New Queer Cinema“ entwickelte. Dennis Lim schrieb 2010 rückblickend in der New York Times, Poison habe nicht die höfliche Bitte um Toleranz gestellt, sondern queere Identität reflektiert und die Nötigkeit des Aids-Aktivismus dargestellt. Der Film sei daher damals neuartig gewesen und habe als „kinematisches Antidot“ großen Einfluss ausgeübt.
Bei dem US-Filmkritikerportal Rotten Tomatoes erhält Poison, basierend auf 21 Kritiken, einen Zuspruch von 76 %. David Ansen schrieb für Newsweek, der Film sei selbstbewusst und die Wechsel zwischen den „drei Kanälen“, die stilistisch unterschiedlich seien aber ähnliche Themen hätten, würden eine „kumulative, klaustrophobische Kraft“ entwickeln. Jonathan Rosenbaum sah das „designerhafte Gefängnis“ als relativ überflüssig, sonst würden aber die meisten Concettos von Haynes zünden. Hal Hinson in der Washington Post vom 19. April 1991 kritisierte dagegen die zu starke Orientierung an Genet: Haynes’ Film habe einen „seltsam distanzieren Ton, als ob Haynes mehr als Genet wie als er selbst arbeite; es sind die Dämonen eines anderen mit denen er kämpft, nicht seine eigenen.“ Die episodenhafte Erzählweise habe vielleicht bei Griffiths Intolerance funktioniert, doch hier gerate sie zum Desaster, da durch die Unterbrechungen keine der Geschichten den Zuschauer wirklich in den Bann ziehen könnten. Einige Elemente der düsteren Visionen seien aber bedenkenswert, insgesamt sei der Film wie eine „besonders giftige Infektion“.
Der Filmdienst schreibt, die drei Geschichten in Poison würden „die Komplexität der Probleme durch ihre spezielle Sichtweise zwar verkürzen, aber dennoch eine bedenkenswerte Aussage über die Befindlichkeit der Welt machen“. Cinema urteilte: „Man kann wirklich nicht behaupten, dass es Todd Haynes einem besonders leicht macht, seinem Film zu folgen. Dafür probiert er verschiedene Stile und schafft einen einzigartigen Film.“

## Auszeichnungen
Poison wurde mit beim Sundance Film Festival im Januar 1991 mit dem Großen Preis der Jury ausgezeichnet. Bei der Berlinale im Februar 1991 wurde Poison mit dem Teddy Award als Bester Film ausgezeichnet. Der Film nahm auch am Locarno Festival teil, wo er für den Goldenen Leoparden nominiert wurde. Bei dem katalanischen Filmfestival Sitges Festival Internacional de Cinema Fantàstic de Catalunya 1991 und dem portugiesischen Filmfestival Fantasporto 1992 wurde der Film ebenfalls mit Kritikerpreisen ausgezeichnet. Bei den Independent Spirit Awards 1992 bekam Poison Nominierungen in den Kategorien Bester Debütfilm und Beste Regie.